# Пепаци (Вибо Валенција)
Пепаци је насеље у Италији у округу Вибо Валенција, региону Калабрија.
Према процени из 2011. у насељу је живело 77 становника. Насеље се налази на надморској висини од 532 м.